# Испанска колонизация на Америка
Испанската колонизация на Америка е географското проучване, завладяването, окупирането и политическото управление на голяма част от западното полукълбо от испанската империя. Започва с походите на испанските конкистадори и е довършена от испанската корона чрез местни администратори и мисионери. Официалните мотиви за колониалната експанзия на Испания са стимулиране на търговията и разпространението на християнската вяра чрез покръстване на коренното индианско население на Америка. Колонизацията е известна под името „Ла Конкиста“ и продължава над четиристотин години, от 1492 до 1898 г.
Започвайки през 1492 с пристигането на Христофор Колумб, през почти четирите века испанската империя се разпростира през по-голямата част на днешните Централна Америка, Карибските острови и Мексико. Пò на север окупират голяма част от останалите територии на Северна Америка, включително югозападните части на днешните Съединени американски щати в американския юг и западното крайбрежие от Калифорния до щата Вашингтон. Макар да не са имали активно присъствие в земите на днешните Британска Колумбия, Канада и Аляска, испанските конкистадори предявяват претенции за тези земи.

В началото на 19. век, в резултат на латиноамериканските освободителни войни, много територии се оформят като независими държави, след като отхвърлят испанското владичество. Испанската империя е лишена от всичките и́ колонии в Америка с изключение на Куба и Пуерто Рико. В края на 19. век през 1898 и те са напуснати след Испано-американската война, като тези територии заедно с Гуам и Филипините в Тихия океан стават американски протекторати. Загубата на тези територии от Испания слага край на испанската колонизация в Америка, но трайно остават силните културно-исторически елементи в бита и управлението на бившите испански колонии както и езикът, религията, обичаите и връзките с континентална Испания.